# Gauchsmühle (Langenzenn)
Gauchsmühle (fränkisch: Gaugs-miel) ist ein Gemeindeteil der Stadt Langenzenn im Landkreis Fürth (Mittelfranken, Bayern). Gauchsmühle liegt in der Gemarkung Langenzenn.

## Geographie
Die Einöde liegt am Südufer der Zenn. Die Windsheimer Straße (= Kreisstraße FÜ 11) führt zu einer Anschlussstelle der Bundesstraße 8 (0,1 km südwestlich) bzw. nach Langenzenn (0,8 km östlich). Südlich der Anschlussstelle befindet sich die Gewerbegebiet Süd 5 (Mühlleite).

## Geschichte
Der Ort wurde im Salbuch des Amtes Cadolzburg von 1414 als „Gawchsmulen“ erstmals urkundlich erwähnt. Das Bestimmungswort des Ortsnamens ist der Übername „Gouch“ (= Kuckuck, Tor, Narr), eine Eigenschaft, die der erste Mühlenbesitzer gehabt haben muss.
Gegen Ende des 18. Jahrhunderts gehörte die Gauchsmühle zur Realgemeinde Langenzenn. Die Mühle hatte das brandenburg-ansbachische Kastenamt Cadolzburg als Grundherrn. Unter der preußischen Verwaltung (1792–1806) des Fürstentums Ansbach erhielt die Gauchsmühle die Hausnummer 155 des Ortes Langenzenn.
Von 1797 bis 1808 unterstand der Ort dem Justiz- und Kammeramt Cadolzburg. Im Rahmen des Gemeindeedikts wurde Gauchsmühle dem 1808 gebildeten Steuerdistrikt Langenzenn und der im selben Jahr gebildeten Munizipalgemeinde Langenzenn zugeordnet.

### Baudenkmal
- Gauchsmühle 1: Wohn- und Mühlengebäude mit Scheune[10]

### Einwohnerentwicklung
| Jahr      | 001818 | 001840 | 001861 | 001871 | 001885 | 001900 | 001925 | 001950 | 001961 | 001970 | 001987 |
| Einwohner | *      | 5      | 13     | 8      | 7      | 12     | 12     | 13     | 15     | 5      | 0      |
| Häuser    | *      | 1      |        |        | 1      | 1      | 1      | 1      | 1      |        | 1      |
| Quelle    | [ 8 ]  | [ 12 ] | [ 13 ] | [ 14 ] | [ 15 ] | [ 16 ] | [ 17 ] | [ 18 ] | [ 19 ] | [ 20 ] | [ 1 ]  |

## Religion
Der Ort ist seit der Reformation evangelisch-lutherisch geprägt und bis heute in die Trinitatiskirche (Langenzenn) gepfarrt. Die Einwohner römisch-katholischer Konfession sind nach St. Marien (Langenzenn) gepfarrt.